# Figura al vertice

Figura al vertice a bordo non intero di un cubo.

In geometria, una figura al vertice, in senso lato, è una figura che viene esposta quando un angolo di un politopo viene tagliato.

## Definizioni
Dato un qualunque vertice di un poliedro, considerando un punto su ognuno degli spigoli che incide su quel vertice e considerando le i segmenti che uniscono i punti presenti su due spigoli che delimitano una stessa faccia del poliedro, una figura al vertice del poliedro è il poligono che risulta dal circuito completo formato da tali segmenti.
Definizioni formali più precise possono variare abbastanza ampiamente, a seconda delle circostanze. Per esempio Coxeter varia la sua definizione come più si addice all'area di discussione. La maggior parte delle seguenti definizioni di figura al vertice si applica altrettanto bene alle tassellature infinite o, per estensione, alle tassellature spaziali con celle poliedriche e con celle politopiche aventi un maggior numero di dimensioni.

## Come poligono piano

Figura al vertice a bordo intero di un cubo.

L'approccio probabilmente più comune e più facile da capire per spiegare cosa sia una figura al vertice di un poliedro è quello in cui si immagina di intersecare il poliedro con un piano passante per tutti gli spigoli che incidono su uno stesso vertice, la base del solido compreso tra il piano e il sopraccitato vertice avrà la forma della figura al vertice. Diversi autori fanno passare il piano a distanze differenti dal vertice, così ad esempio secondo Coxeter (1948) e Wenninger (1973) il piano da considerare è quello passante per gli spigoli a una distanza unitaria dal vertice, mentre secondo Dorman Luke, per poliedri uniformi si deve considerare che il piano passi dai punti mediani degli spigoli; altri autori ancora, tra cui lo stesso Coxeter in un articolo del 1954, sostengono che si debba considerare il piano passante per gli altri estremi degli spigoli considerati.
Nel caso di poliedri irregolari, il risultato di un'intersezione tra un piano e tutti gli spigoli incidenti su uno stesso vertice a una stessa distanza dal vertice potrebbe produrre una figura che non giace su un unico piano. Un approccio più generale, valido per poliedri convessi, è quello di effettuare l'intersezione considerando tutti i punti tra un dato vertice e i vertici agli altri estremi degli spigoli che incidono su di esso; una tale costruzione determina la struttura combinatoria della figura al vertice, simile a un insieme di vertici collegati, ma non la sua geometria precisa, e può essere generalizzata a tutti i politopi convessi in ogni dimensione. Per quanto riguarda invece i poliedri non convessi, esistono casi in cui può non esistere un piano nei dintorni di un vertice che possa intersecare tutti gli spigoli, e quindi tutte le facce, incidenti su quel vertice. 

### Come poligono sferico

Figura al vertice sferica di un cubo.

Nel 1999 Cromwell ha proposto una figura al vertice realizzata intersecando il poliedro con una sfera centrata su un suo vertice e sufficientemente piccola da intersecare solamente spigoli e facce del poliedro incidenti su quel vertice. La figura al vertice risulta quindi essere un poligono sferico disegnato su tale sfera. Un vantaggio di tale sistema è dato dal fatto che la forma della figura al vertice è fissa e dipendente solo dalla dimensione della sfera, laddove il metodo di intersezione con un piano può invece restituire forme diverse a seconda dell'angolo di inclinazione del piano; inoltre questo metodo funziona anche per i poliedri non convessi.

### Come insieme di vertici connessi

Figura al vertice a insieme di punti di un cubo.

Molti approcci combinatori e computazionali (ad esempio quelli introdotti da Skilling nel 1975) considerano una figura al vertice come un insieme ordinato (o parzialmente ordinato) di punti costituito da tutti i vertici connessi attraverso uno spigolo al vertice dato.

### Definizione astratta
Nella teoria dei politopi astratti, la figura al vertice a un dato vertice V comprende tutti gli elementi che incidono su quel vertice: spigoli, facce, ecc... Più formalmente è la (n-1)-sima sezione Fn/V, dove Fn è la faccia più grande.
Tale insieme di elementi è talvolta chiamato "stella di vertice". La figura geometrica di vertice e la stella di vertice possono essere intesi come "realizzazioni" della stessa sezione astratta.

## Proprietà generali
La figura al vertice di un n-politopo è un (n-1)-politopo, ad esempio, la figura al vertice di un poliedro è un poligono e la figura al vertice di un 4-politopo, detto anche policoro, è un poliedro.
Per poliedri non convessi, la figura al vertice può a sua volta essere non convessa, poliedri uniformi e stellati, ad esempio, possono avere come facce e/o figure di vertice dei poligoni stellati. 

### Figure isogonali
Le figure di vertice sono particolarmente significative per politopi uniformi e altri politopi isogonali, dato che una figura al vertice può definire l'intero politopo.
Per poliedri con facce regolari, una figura al vertice può essere rappresentata utilizzando la notazione dell'incidenza dei vertici, elencando cioè le facce in sequenza attorno a un vertice. Ad esempio, la notazione "3.4.4.4" indica un vertice su cui incidono un triangolo e tre quadrati e definisce quindi un rombicubottaedro.
Se il politopo è isogonale, la figura al vertice consisterà in una superficie posta su un iperpiano, vale a dire un sottospazio lineare di dimensione inferiore di uno rispetto allo spazio in cui è contenuto, in un n-spazio.

## Costruzioni

### Da vertici adiacenti
Considerando la connessione dei vertici adiacenti (ossia connessi l'un l'altro attraverso uno spigolo), una figura al vertice può essere così costruita per ogni vertice di un politopo:
- Ogni vertice della figura al vertice coincide con un vertice del politopo originale.
- Ogni spigolo della figura al vertice insiste su una faccia del politopo originale o è in essa contenuto, e connette due vertici alternati di una faccia originale.
- Ogni faccia della figura al vertice insiste su una cella dell'n-politopo originale, (per n>3) o è in essa contenuta.
- ... e così via verso elementi di ordine più alto in politopi di ordine maggiore.

### Politopi regolari

La figura al vertice di un grande icosaedro è un pentagramma regolare o poligono stellato {5/2}.

Se un politopo è regolare, esso può essere rappresentato con la notazione di Schläfli e sia la cella che la figura al vertice possono essere banalmente ricavati da tale notazione.
In generale un politopo regolare rappresentato con notazione di Schläfli come {a,b,c,...,y,z} ha celle rappresentabili come {a,b,c,...,y} e figure di vertice rappresentabili come {b,c,...,y,z}.

Così, per un poliedro regolare {p,q} la figura al vertice è {q}, ed quindi un q-gono, ad esempio la figura al vertice del cubo {4,3} è il triangolo {3}, mentre per un policoro regolare o per una tassellatura dello spazio {p,q,r}, la figura al vertice è il poliedro {q,r}, ad esempio la figura al vertice di un ipercubo {4,3,3} è un tetraedro regolare {3,3} e la figura al vertice per una tassellatura spaziale cubica {4,3,4} è un ottaedro regolare {3,4}.
Poiché il politopo duale di un politopo regolare è anch'esso regolare e rappresentabile con una notazione di Schläfli con indici invertiti rispetto a quella del politopo originale, è facile vedere che il duale della figura al vertice è la cella del politopo duale. Nel caso di poliedri (ossia politopi tridimensionali), ciò si traduce nel caso speciale della costruzione di Dorman Luke dei poliedri duali.

## Un esempio di figura al vertice di una tassellatura spaziale

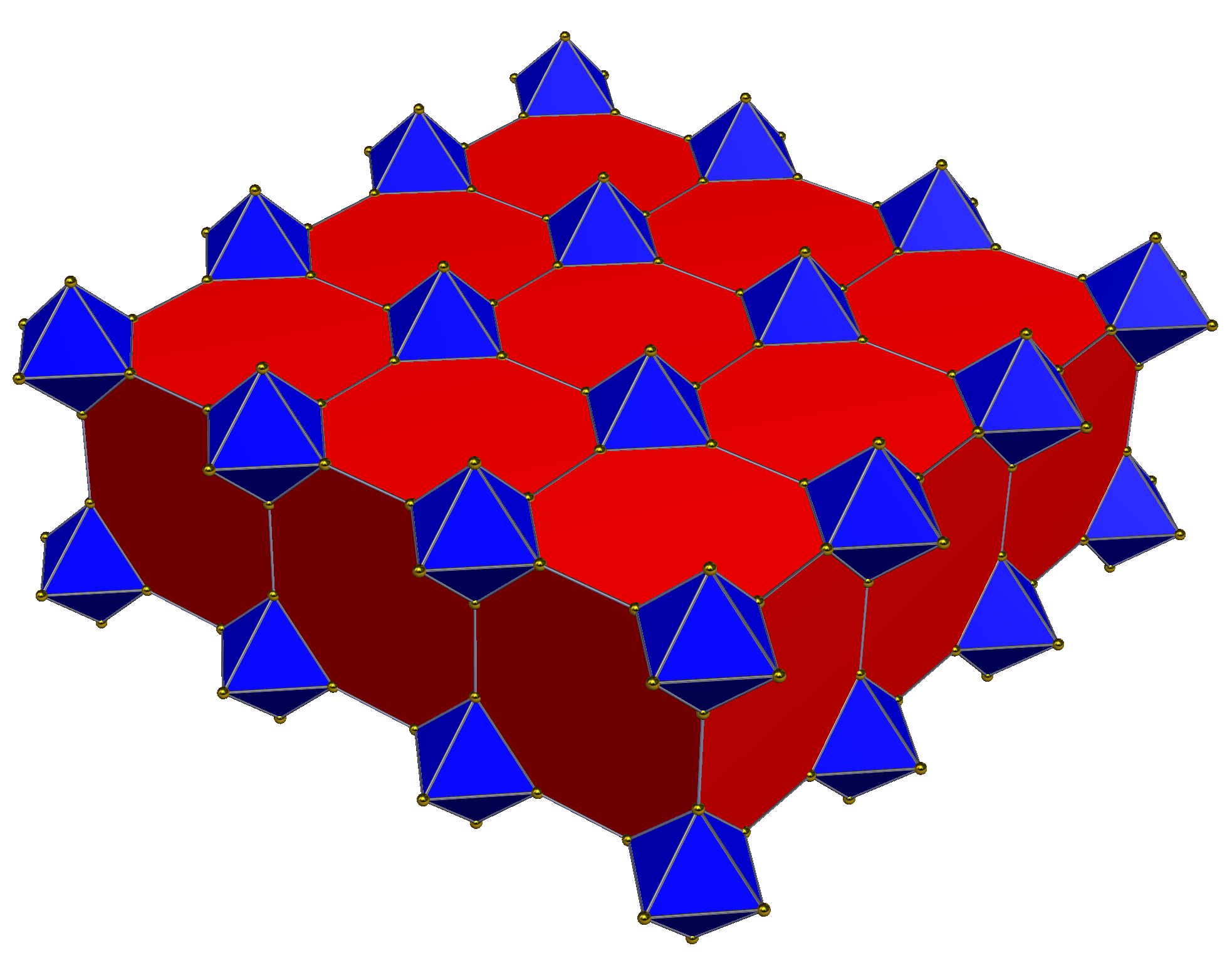
Una parte di una tassellatura spaziale cubica troncata.

La figura al vertice di una tassellatura spaziale cubica troncata, in cui un ottaedro condivide ogni vertice con quattro cubi troncati, è una piramide quadrata non uniforme.
| Figura al vertice: piramide quadrata non uniforme           | Diagramma di Schlegel | Prospettiva |
| Creata da una base quadrata a partire da un ottaedro        | (3.3.3.3)             |             |
| e da quattro triangoli isosceli derivanti dai cubi troncati | (3.8.8)               |             |

## Figura allo spigolo

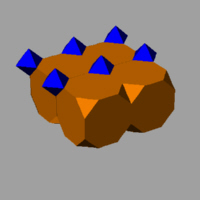
La tassellatura spaziale cubica troncata ha due tipi di spigoli, poiché in essa ogni spigolo è condiviso da quattro cubi troncati oppure è condiviso da un ottaedro e due cubi troncati.

Correlatamente alla figura al vertice, una figura allo spigolo è la figura al vertice di una figura al vertice. Come accade per le figure di vertice, anche le figure di spigolo sono utili per esprimere relazioni tra elementi facenti parte di politopi regolari e uniformi, e in generale una figura allo spigolo sarà un (n-2)-politopo rappresentante la disposizione delle faccette attorno a un dato spigolo.
Politopi regolari (e tassellature spaziali) hanno una singola figura allo spigolo che è anch'essa regolare e, per un politopo regolare {p,q,r,s,...,z}, la figura allo spigolo è {r,s,...,z}.
In quattro dimensioni, la figura allo spigolo di un policoro o di una 3-tassellatura spaziale, è un poligono rappresentante la disposizione di un insieme di facet attorno a uno spigolo. Così ad esempio la figura allo spigolo di una tassellatura spaziale cubica {4,3,4} è una quadrato {4}, e quella di un 4-politopo (detto anche policoro) {p,q,r} è il poligono {r}.
Meno banalmente, la tassellatura spaziale cubico troncata t0,1{4,3,4} ha per figura al vertice, come già detto, una piramide quadrata e celle cubiche troncate e ottaedriche. Ci sono quindi due tipi di figure di spigolo: una è un quadrato, figura al vertice ottenuta dal vertice della piramide, che rappresenta i quattro cubi troncati che condividono uno dei due tipi di spigoli presenti in questa tassellatura, l'altra è un triangolo isoscele, figura al vertice ottenuta da uno dei vertici di base della piramide, che rappresenta i due cubi troncati e l'ottaedro che condividono l'altro dei due tipi di spigoli presenti.